# Julia Child
Julia Child (de nacimiento Julia Carolyn McWilliams; Pasadena, California, 15 de agosto de 1912–Montecito, California, 13 de agosto de 2004) fue una chef, autora y presentadora de televisión estadounidense. Fue reconocida por introducir la gastronomía francesa al público en general de su país con el lanzamiento de su libro de cocina El arte de la cocina francesa (1961). Tuvo notable influencia gracias a sus programas de televisión; el más destacado fue The French Chef, estrenado en 1963.

## Infancia y educación
Nació con el nombre de Julia Carolyn McWilliams en Pasadena, California. Su padre fue John McWilliams Jr. y su madre Julia Carolyn «Caro» Weston. Julia Child fue la hija mayor de la pareja, tuvo un hermano, John III (1914–2002), y una hermana, Dorothy Dean Cousins (1917–2006).
Child asistió a la Escuela Politécnica de Westridge desde cuarto a noveno grado, y luego prosiguió sus estudios en el internado Katherine Branson School en Ross, California. Julia practicaba tenis, golf y baloncesto desde niña, costumbre que mantuvo mientras estudiaba en el Smith College, del cual se graduó en 1934 con una licenciatura en historia.
Al completar sus estudios universitarios, Julia Child se mudó a la ciudad de Nueva York, en donde se empleó como redactora publicitaria para el departamento de publicidad de la compañía W & J Sloane. Cuando regresó a California en 1937, se dedicó a escribir para publicaciones locales, trabajar en publicidad y hacer voluntariado en la Liga Juvenil de Pasadena.

## Segunda Guerra Mundial
Child se unió a la Office of Strategic Services (OSS) después de enterarse de que era demasiado alta para alistarse en el cuerpo femenino armado o en la Armada de los Estados Unidos. Comenzó su carrera en la OSS como mecanógrafa en Washington, pero por su educación y experiencia no pasó mucho tiempo antes de que le dieran un puesto de mayor responsabilidad como investigadora secreta para la cabeza de la OSS, general William J. Donovan.
Como asistente de investigación en la división de Inteligencia Secreta escribió 10 000 nombres en tarjetas blancas que servían para seguirle la pista a los oficiales. Durante un año trabajó en la OSS Sección de Rescates de Emergencia (ERES en inglés) en Washington, D. C. como archivera y después como asistente en el desarrollo de un repelente de tiburones necesario para asegurar que no detonarían las bombas dirigidas hacia los submarinos alemanes (U-Boot). 
En 1944 se le destinó a Kandy, Ceilán (ahora Sri Lanka), donde sus responsabilidades incluían el "registro, catalogación y canalización de un gran volumen de comunicación altamente clasificada" para las estaciones clandestinas en Asia de la OSS. Fue destinada a China, donde recibió el Emblema de Servicio Civil como cabeza del Registro Secretarial de la OSS. Por sus servicios, Child recibió un premio que destacaba todas sus virtudes, donde se incluían su "determinación y positividad" Como muchos otros registros de la OSS, el suyo fue desclasificado en 2008 y a diferencia de muchos otros, está disponible en internet.
Durante su estancia en Ceilán, conoció a Paul Cushing Child, otro empleado de la OSS; contrajeron matrimonio el 1 de septiembre de 1946 en Lumberville, Pennsylvania, y se mudaron a Washington D. C. Siendo Paul un nativo de Nueva Jersey que había vivido en París como artista y poeta, era conocido por su paladar sofisticado, e introdujo a su esposa a la cocina fina. Él se unió al Servicio Exterior de los Estados Unidos y en 1948 la pareja se mudó a París cuando el Departamento de Estado de los Estados Unidos asignó a Paul como oficial en la Agencia de información de los Estados Unidos. La pareja no tuvo hijos.

## Francia en la posguerra
En repetidas ocasiones, Child recordó su primera comida en La Couronne (Ruan), como una revelación culinaria; en una ocasión, describió su experiencia de haber comido ostras meunière y vino fino al periódico The New York Times como "la apertura de su alma y espíritu". En París, estudió en la aclamada escuela de cocina Le Cordon Bleu para después estudiar de manera privada con Max Bugnard. Child se unió al club femenino de cocina Cercle des Gourmettes, a través del cual conoció a Simone Beck, quien estaba escribiendo un libro de cocina francesa para norteamericanos con su amiga y colega Louisette Bertholle. Beck le propuso a Child que se uniera al proyecto para así atraer al mercado estadounidense. En 1951, Child, Beck y Bertholle comenzaron a dar clases a mujeres norteamericanas que vivían en Francia, desde la cocina de Julia, nombrando la escuela École des trois gourmandes (La Escuela de las Tres Amantes de la Comida). Ya que durante la siguiente década, los Child se mudaron en repetidas ocasiones alrededor de Europa hasta asentarse en Cambridge (Massachusetts), las tres investigaron y probaron muchas recetas. Child traducía del francés al inglés, detallando las recetas seleccionadas para que fueran más prácticas e interesantes. 
En 1963, los Child construyeron un hogar cerca de Provence, ciudad de Plascassier en las colinas más arriba de Cannes en la propiedad de la coautora Simone Beck y su esposo Jean Fischbacher. Los Child lo llamaron "La Pitchoune", una palabra del dialecto provenzal (occitano) que significa "el pequeño" pero con el tiempo la propiedad fue adquiriendo el apodo de "La Peetch".

## Carrera en los medios
Las tres supuestas autoras firmaron un contrato con la editorial Houghton Mifflin Harcourt, que más adelante rechazaría el manuscrito por asemejarse demasiado a una enciclopedia. Hacia 1961 fue publicado por la editorial Alfred A. Knopf un libro de 726 páginas que llevaría por nombre El arte de la cocina francesa. Esta publicación fue un superventas y aclamado por la crítica, gracias al interés del público norteamericano hacia la cultura francesa a principios de la década de los sesenta. Fue elogiado por sus ilustraciones auxiliares y su atención hacia los detalles, además de hacer la alta cocina algo accesible; el libro sigue siendo impreso y es considerado como un trabajo culinario seminal. Tras este éxito, Child redactó algunos artículos para revistas y una columna para el periódico The Boston Globe. Viviría para publicar casi veinte títulos bajo su nombre y el de otros. Muchos de ellos, aunque no todos, estaban relacionados con sus programas en televisión. Su último libro fue autobiográfico: My Life in France (Mi vida en Francia), y fue publicado después de su muerte en 2006 y fue escrito con su sobrino, Alex Prud'homme. Este libro relata la vida de Child con su esposo, Paul Child, en la Francia de la posguerra. 

### El chef francésy libros relacionados

Julia Child en KUHT.

En 1962, la aparición de Child en un programa de reseñas de libros de la cadena "National Educational Television" de Boston, dio paso a la conceptualización de su primer programa televisivo de cocina. Esto se debió a que los televidentes disfrutaron de su demostración de cómo cocinar una omelette. The French Chef tuvo su debut el 11 de febrero de 1963 en el canal de WGBH-TV y fue un éxito inmediato. El programa se mantuvo en antena en la televisión norteamericana diez años y ganó el Premio Peabody  así como un Emmy, incluso el primer premio Emmy a mejor programa educativo. A pesar de que no fue la primera chef en la televisión (un antecedente en habla hispana data de una década antes, Petrona C. de Gandulfo), Child fue la más vista. Atraía a la audiencia más variada con su entusiasmo, su distintiva y silbadora voz y su despreocupada forma de enseñar. En 1972, The French Chef se convirtió en el primer programa de televisión con subtítulos para sordos.
Su segundo volumen, El libro de cocina del Chef francés, compilaba las recetas mostradas en el programa. Le siguió en 1971 El arte de la cocina francesa, volumen 2, con la colaboración de Simone Beck pero no de Louisette Bertholle, ya que la relación profesional con ella se había terminado. El cuarto libro, Desde la cocina de Julia Child, fue ilustrado con fotos de su esposo y documentaba la serie a color de El chef francés, así como una extensa librería de notas de cocina compiladas por Child durante el ciclo. [cita requerida]

### Carrera tardía

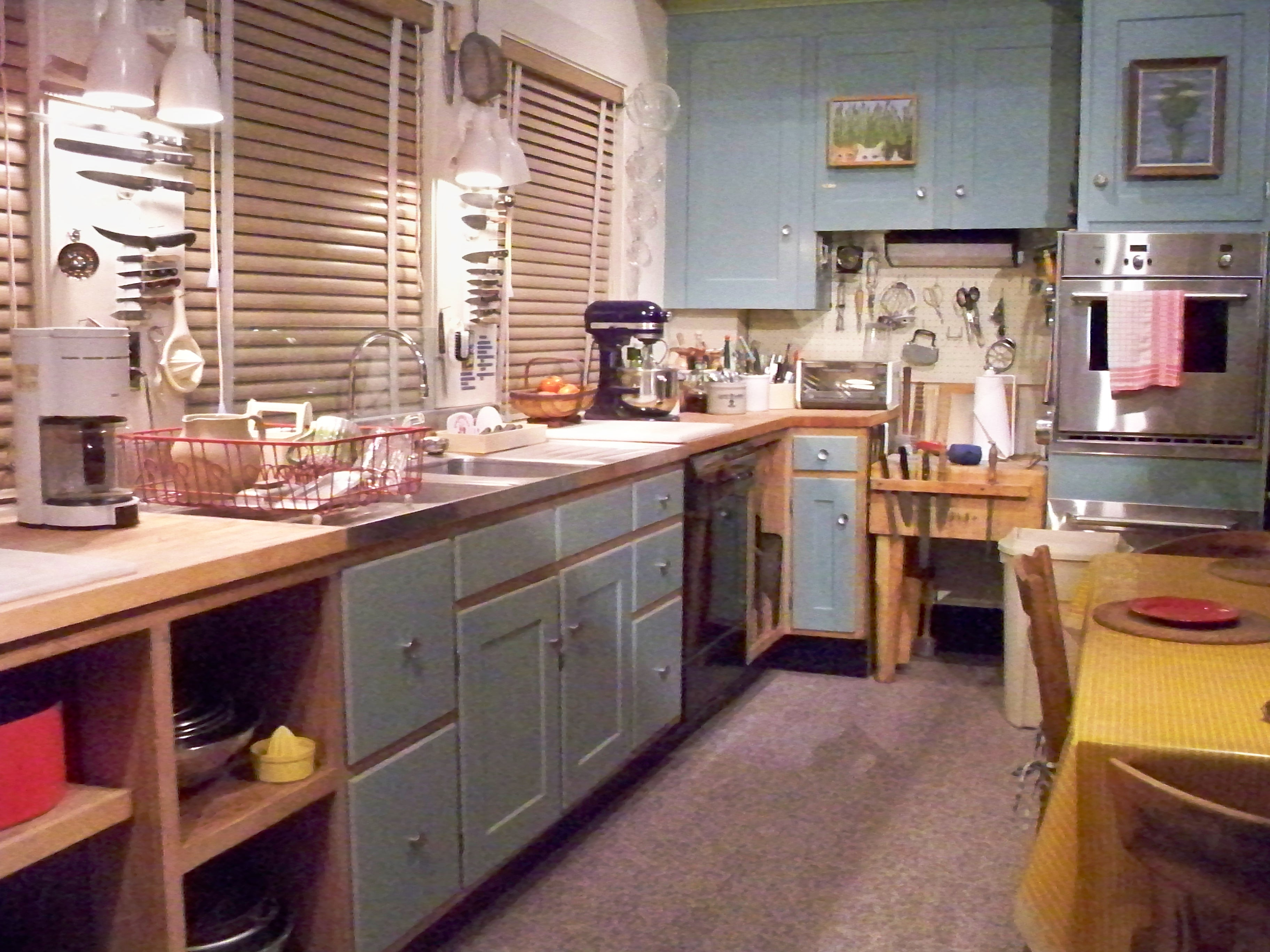
La cocina de Julia Child en el Smithsonian National Museum of American History.

En las décadas de los setenta y ochenta, Child fue la estrella de numerosos programas de televisión, incluyendo "Julia Child & Company", "Julia Child & more Company", "Cenando en donde Julia". Su libro de 1979, "Julia Child y más Compañía", ganó el Premio Nacional del Libro en la categoría de interés actual. En 1981, fundó el Instituto Americano del Vino y la Comida, con los vinateros Robert Mondavi y Richard Graff, y otros para "avanzar el entendimiento, la apreciación y calidad del vino y la comida", una lucha que ella ya había comenzado con sus libros y apariciones en televisión. En 1989 publicó su Magnum opus: un libro junto a una colección de videos demostrativos titulados "La Forma de Cocinar" (The Way To Cook en inglés).
Child estelarizó otras cuatro series en la década de los noventa que incluían a chefs invitados: "Cocinando con los Masterchefs", "En la cocina de Julia con Masterchefs", "Horneando con Julia" y "Julia Child & Jacques Pépin Cocinan desde Casa". Colaboró con Jacques Pépin en múltiples ocasiones en programas de televisión y libros de cocina. Todos los libros de Child de esta época se derivaban de las series de televisión con los mismos nombres.
El uso constante de ingredientes como mantequilla y crema por parte de Child, ha sido cuestionado por críticos de comida y nutricionistas. Ella comentaba sobre estas críticas realizadas a lo largo de su carrera y predecía que un "miedo fanático hacia la comida" tendría lugar en los hábitos alimenticios del país, y que la concentración excesiva en la nutrición le resta placer a la comida. En una entrevista en 1990, Child dijo: "Todos están exagerando. Si el miedo a la comida continua, será el fin de la gastronomía en los Estados Unidos. Por fortuna, los franceses no sufren de la misma histeria que nosotros. Deberíamos disfrutar la comida y divertirnos. Es uno de los placeres más sencillos y bellos en la vida".

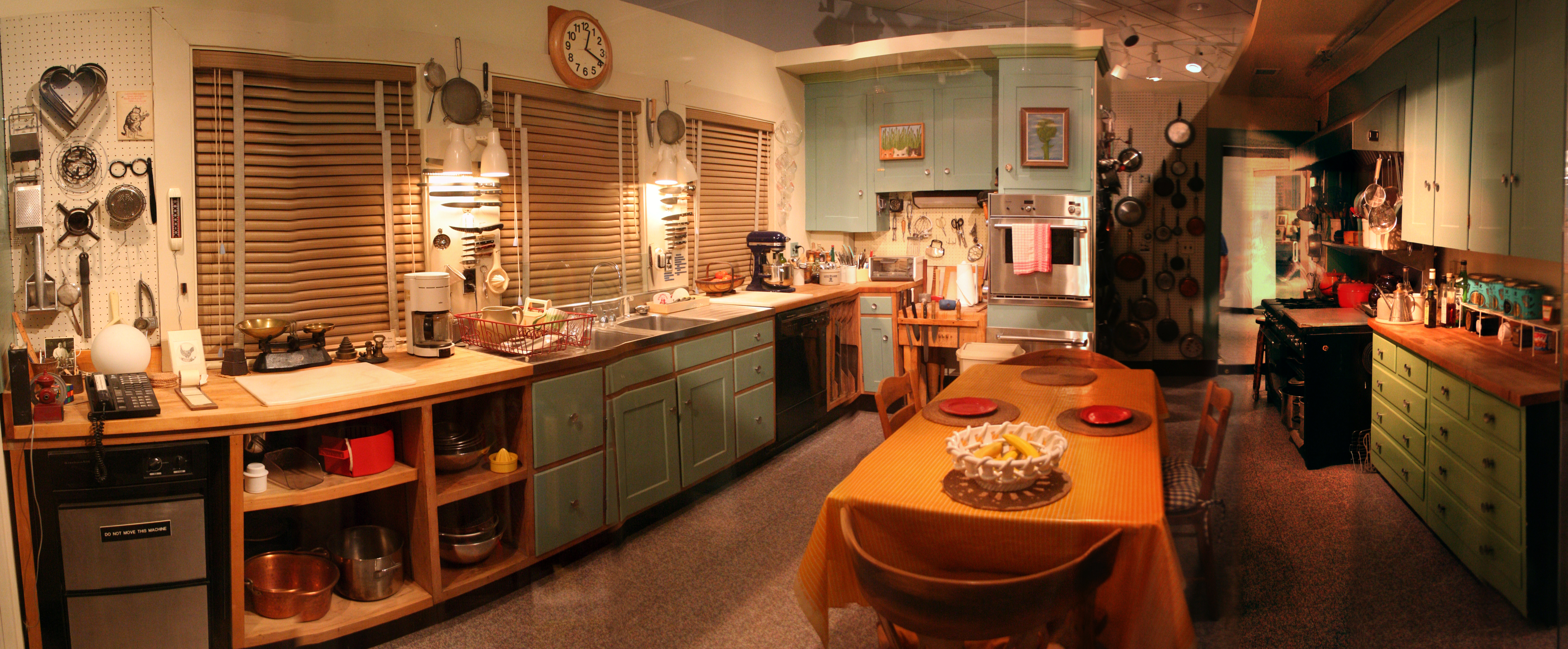
La cocina de Julia Child

 La Cocina de Julia Child diseñada por su esposo fue el set de tres de sus programas de televisión. Permanece expuesta en el Museo Nacional de Historia de Estados Unidos en Washington, D. C. Comenzando con "En la cocina de Julia con Masterchefs", la cocina de la casa de los Child en Cambridge se transformó en un plató totalmente funcional, con iluminación profesional, tres cámaras posicionadas para conseguir todos los ángulos del cuarto y una gran isla central con una estufa de gas de un lado y una estufa eléctrica del otro. Sin embargo el resto de los electrodomésticos se dejaron intactos, incluido su "horno de pared con la puerta que rechina". Esta cocina fue anfitriona de casi todas las series de televisión de Julia en la década de los noventa.

## Últimos años y póstumos

La firma de Julia Child.

Después de la muerte de su amiga Simone Beck, Child renunció a La Pitchoune después de una estadía de un mes de duración en junio de 1992 con su familia, su sobrina Phila y su buen amigo y biógrafo Noël Riley Fitch. Le entregó las llaves de la propiedad a la hermana de Jean Fischbacher, justo como lo habían prometido ella y Paul treinta años antes. Hacia 1992, Julia pasó cinco días en Sicilia en la Vinatería Regaleali. El periodista Bob Spitz pasó un corto tiempo con Julia, durante ese periodo mientras él realizaba investigaciones para su entonces obra en progreso History of Eating and Cooking in America.
Spitz tomó notas y grabaciones de sus conversaciones con Child, las cuales servirían como base para la segunda biografía de Julia publicada el 7 de agosto de 2012 (Knopf), cinco días antes del aniversario número cien de su nacimiento. Paul Child, que era diez años mayor que su esposa, murió en 1994 después de haber vivido en una residencia de ancianos por cinco años después de sufrir una serie de infartos en 1989.
En 2001, Child se mudó a una comunidad de retiro, donando su casa y oficina al Smith College, que vendió la casa. Donó la cocina que su esposo diseñó para ella y que fuera el escenario de tres de sus series de televisión al Museo Nacional de Historia Americana, donde ahora permanece en exhibición. Sus icónicas ollas y sartenes de cobre eran exhibidas en COPIA en Napa, California, hasta agosto de 2009, cuando se las reunió con su cocina en el Museo Nacional de Historia Americana Smithsonian en Washington, D. C.

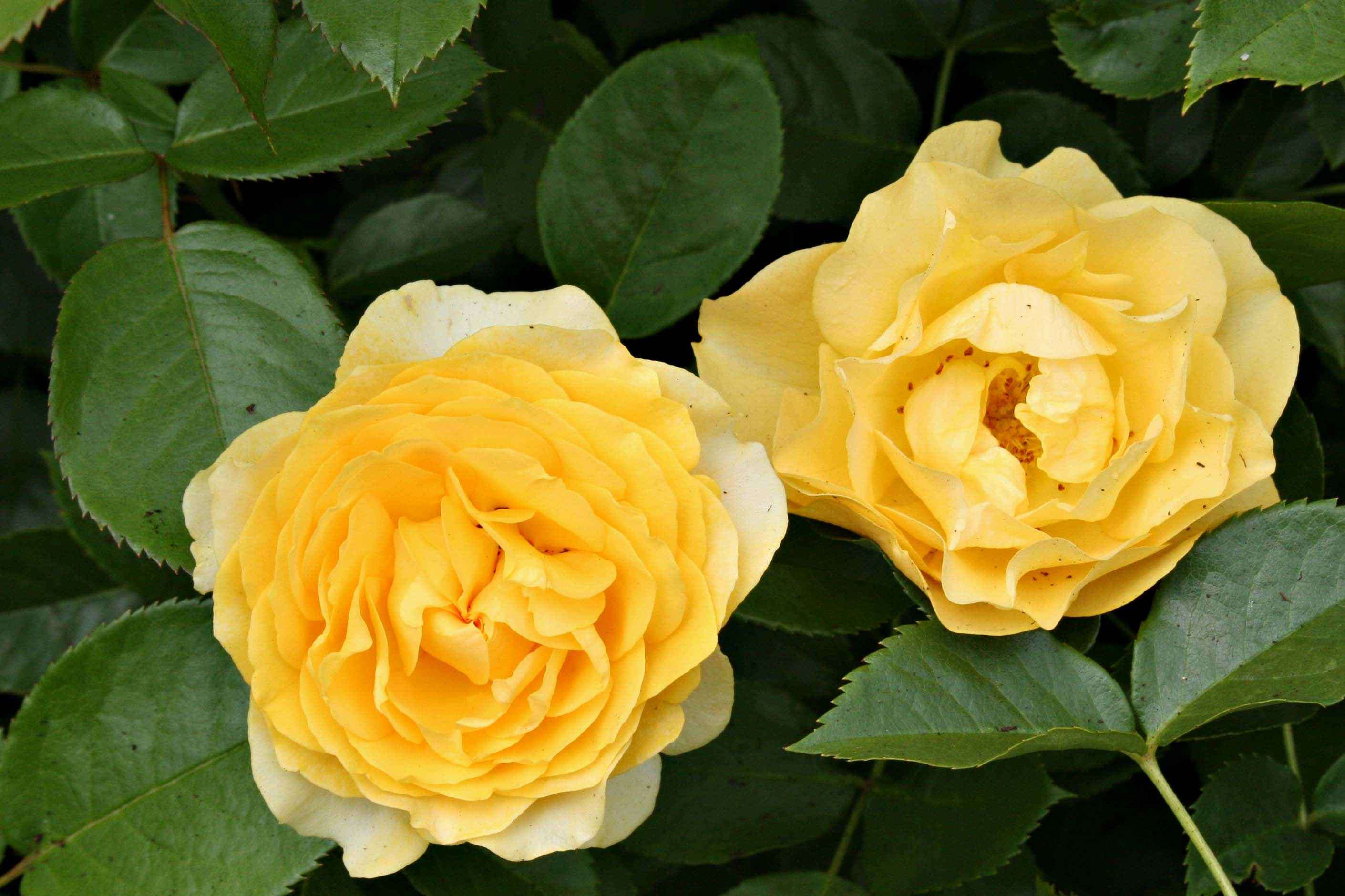
La Rosa de Julia Child es conocida por sus floraciones amarillas.

En 2000, Child recibió la Legión de Honor Francesa y fue elegida como compañera de la Academia Estadounidense de las Artes y las Ciencias Se le galardonó con la Medalla Presidencial de la Libertad en 2003; también recibió doctorados de honor de la Universidad de Harvard, Universidad Johnson & Wales (1995), Smith College (su alma mater), Universidad Brown (2000), y muchas otras universidades.
El 13 de agosto de 2004, Julia Child murió de Insuficiencia renal en su casa de retiro, Casa Dorinda en Montecito, California, dos días antes de su cumpleaños número 92. Su última cena fue sopa de cebolla francesa. Child terminó su último libro "Mi vida en Francia" con la frase: "...pensar sobre eso me recuerda que los placeres de la mesa y de la vida, son infinitos... Toujours bon appétit!" (buen provecho siempre).

## Legado

### La Fundación Julia Child
Aun en vida, en 1995, Julia Child estableció La Fundación para la Gastronomía y Artes Culinarias Julia Child; una fundación privada que ofrece subvenciones que continuarían con su trabajo de vida. La Fundación estaba en Massachusetts, luego fue trasladada a Santa Bárbara (California), donde es sede. La Fundación permaneció activa después de la muerte de Julia en el 2004 y da subvenciones a otras organizaciones sin fines de lucro. Estas subvenciones apoyan la gastronomía, aunque también las artes culinarias y el desarrollo profesional del mundo de la comida; todos tema de suma importancia para Julia Child durante su vida. La página web de La Fundación provee una lista detallada con los nombres de las organizaciones que han recibido su ayuda junto con una descripción de la misma. Además de dar apoyos económicos, La Fundación fue establecida para proteger su legado; es menester de la organización dar permisos para el uso de imágenes de Julia Child o partes de su trabajo. Muchos de estos derechos son compartidos con otras organizaciones como las editoriales que la publicaron y la librería Schlesinger en el Radcliffe College en la Universidad de Harvard. La Fundación ha estado más activa en cuanto a la protección de estos derechos póstumos. Como ya era característico en Child su oposición a los endosos, La Fundación también tiene una política parecida en cuanto al uso del nombre e imágenes de Julia con propósitos comerciales se refiere.

### Homenajes y tributos
La "Rosa de Julia Child", también conocida en las Naciones Unidas como una rosa "Absolutamente Fabulosa", es una rosa floribunda de color dorado nombrada en honor de Child.

## Premios y nominaciones
Premios
- 1965: Peabody Award para Premio Personal por The French Chef
- 1966: Emmy por Logros en Televisión Educativa- Individual por The French Chef
- 1980: U.S. National Book Awards para Interés Actual por Julia Child and More Company[17]
- 1996: Daytime Emmy Award para Servicio Sobresaliente como Anfitriona de un Show en In Julia's Kitchen with Master Chefs
- 2001: Daytime Emmy Award para Servicio Sobresaliente como Anfitriona de un Show en Julia & Jacques Cooking at Home

Nominaciones
- 1972: Emmy para Clasificación Especial en Programa Sobresaliente y Logros Personalest – en la Programación General en The French Chef
- 1994: Emmy para Serie Informativa Sobresaliente en Cooking with Master Chefs
- 1997: Daytime Emmy Award para Servicio Sobresaliente como Anfitriona de un Show en Baking with Julia
- 1999: Daytime Emmy Award para Servicio Sobresaliente como Anfitriona de un Show en Baking with Julia
- 2000: Daytime Emmy Award para Servicio Sobresaliente como Anfitriona de un Show en Julia & Jacques Cooking at Home

## En la cultura popular
Child era la favorita de las audiencias desde el momento de su debut en la televisión pública en 1963, y fue una parte familiar de la cultura americana y sujeto de numerosas referencias culturales, incluidas numerosas parodias en televisión, radio y cápsulas. Su gran éxito al aire puede haber estado unido a su refrescante punto de vista hacia el género, "Yo creo que tienes que decidir quién es tu audiencia. Si no escoges a tu audiencia estás perdido porque no te estás comunicando con nadie. Mi audiencia son las personas a las que les gusta cocinar y desean aprender a hacerlo bien". En 1996, fue ranqueada número 46 en la lista de las 50 más grande estrellas de la televisión de todos los tiempos en la guía de televisión americana: TV Guide.

### En la música
- La canción de los BOBs' en 2013 de "Julia es muy alta" (del álbum Biographies) es una canción a cappella/rap que recuenta el camino al éxito, incluida la época en la que trabajaba para el gobierno estadounidense como asistente de la inteligencia secreta ("Her time was well spent / She got acknowledgement / She even helped develop shark repellent!"). The title is a reference to her ineligibility for certain military service due to her height. ("She's too tall to be a spy / But not too tall to bake a pie...") Esta canción fue incluida en la primera ronda de los Grammy en el 2013 como "Mejor canción Rap" y "Mejor Puesta en Escena de Rap".

### En películas
- Jean Stapleton interpretó a Child en el musical de 1989  Bon Appétit!, basado en una de las lecciones de cocina en televisión de Julia. El título del musical se derivó de la frase de despedida que utilizaba en sus programas de televisión: "This is Julia Child. Bon appétit!"
- En 1993, Child fue la voz del Dr. Juliet Bleeb en la película infantil We're Back! A Dinosaur's Story.
- En el filme Mrs. Doubtfire Robin Williams, disfrazado de mujer, veía los videos de Julia Child para aprender a cocinar y mantener las apariencias de ser una niñera excelente.
- En el filme Baby Boss, Tom McGrath la interpreta cuando los menores Tim Templeton y el Jefe en Pañales quedan a cargo de la niñera Eugenia

### Impreso
- En 1966, Child fue destacada en la portada de la revista Time con el título "Our Lady of the Ladle" (Nuestra Señora del Cucharón).

### En televisión
- Fue la inspiración del personaje "Julia Grownup" en el programa de la cadena de Sesame Workshop, The Electric Company (1971–1977).
- En 1978 el programa Saturday Night Live hizo una skit  (episodio 74[41]), donde fue parodiada por Dan Aykroyd, quien en su papel como Julia Child, continuó con el show" a pesar de estarse desangrando de una cortada en el dedo pulgar, hasta eventualmente desmayarse mientras aconsejaba "conservar el hígado de pollo" para detener los sangrados. A Child le gustó tanto esta parodia, que se la mostraba a sus amigos en diferentes fiestas.[23]
- Fue parodiada en The Cosby Show en el episodio de 1984 titulado "Bon Jour Sondra" por los personajes Cliff and Theo Huxtable.[42]
- Apareció en el episodio de This Old House como diseñadora de la cocina. This Old House fue lanzado al aire en 1979 por Russell Morash, quien le ayudó a crear The French Chef with Julia Child.[43]
- En 1982, fue interpretada por John Candy en un sketch para la Second City Television, "Battle of the PBS Stars," en el cual ella formó parte en una contienda de boxeo en contra de su compañero en la PBS, Mr. Rogers, quien fue parodiado por Martin Short. Julia perdió la pelea después de haber sido golpeada varias veces en la cabeza por parte del títere de Rogers.[44]

### Julie & Julia
En el 2002, Child fue la inspiración del "Proyecto de Julie/Julia, un popular blog de cocina escrito por Julie Powell; este fue la base del libro bestseller de Powell en 2005: "Julie y Julia: 365 días, 524 recetas y una cocina en un departamento pequeño". La versión del libro impreso se retituló "Julie y Julia: Un año Cocinando Peligrosamente".  En conjunto con el blog, el libro y la autobiografía de Child My Life in France, nació la inspiración de la película de 2009 Julie & Julia en la cual Meryl Streep personifica a Child. Por su actuación, Streep recibió una nominación al premio  Óscar a la mejor actriz.
Se reportó que Child no estaba complacida por el blog de Powell, creyó que la determinación de la joven por recrear todas las recetas de Mastering the Art of French Cooking en un año no era más que un acto para llamar la atención. La editora de Child, Judith Jones, dijo en una entrevista "decir groserías mientras cocinas no nos parece atractivo ni a mí ni a Julia. En todo caso, Julia no quiere apoyar estas acciones. Lo que se puede percibir del blog es que sólo quería llamar la atención. Ella nunca describía los resultados finales, ni qué tan delicioso había resultado ni lo que había aprendido. Julia no le prestaba atención a los bobos, si entienden lo que quiero decir".

### Televisión
- The French Chef (1963–1973)
- Julia Child & Company (1978–1979)
- Julia Child & More Company (1980–1982)
- 'Dinner at Julia's (1983–1985)
- The Way to Cook (1989)
- A Birthday Party for Julia Child: Compliments to the Chef (1992)
- Cooking with Master Chefs: Hosted by Julia Child (1993–1994)
- Cooking In Concert: Julia Child & Jacques Pepin (1993)
- In Julia's Kitchen with Master Chefs (1994–1996)
- Baking with Julia (1996–1998)
- Julia & Jacques Cooking at Home (1999–2000)
- Julia Child's Kitchen Wisdom, (2000)

### DVD
- Julia Child's Kitchen Wisdom (2000)
- Julia and Jacques: Cooking at Home (2003)
- Julia Child: America's Favorite Chef (2004)
- The French Chef: Volume One (2005)
- The French Chef: Volume Two (2005)
- Julia Child! The French Chef (2006)
- The Way To Cook (2009)
- Baking With Julia (2009)

### Libros
- 1.- Mastering the Art of French Cooking (1961), —ISBN 0-375-41340-5 En español: El arte de la cocina francesa
- 2.- Mastering the Art of French Cooking, Volume Two (1970), —ISBN 0-394-40152-2
- 3.- The French Chef Cookbook (1968)—ISBN 0-394-40135-2
- 4.- From Julia Child's Kitchen (1975)—ISBN 0-517-20712-5
- 5.- Julia Child & Company (1978)—ISBN 0-345-31449-2
- 6.- Julia Child & More Company (1979)—ISBN 0-345-31450-6
- 7.- The Way To Cook (1989)—ISBN 0-394-53264-3
- 8.- Julia Child's Menu Cookbook (1991) —ISBN 0-517-06485-5
- 9.- Cooking With Master Chefs (1993)—ISBN 0-679-74829-6
- 10.- In Julia's Kitchen with Master Chefs (1995)—ISBN 0-679-43896-3
- 11.- Baking with Julia (1996)—ISBN 0-688-14657-0
- 12.- Julia's Delicious Little Dinners (1998)—ISBN 0-375-40336-1
- 13.-  Julia's Menus For Special Occasions (1998)—ISBN 0-375-40338-8
- 14.- Julia's Breakfasts, Lunches & Suppers (1999)—ISBN 0-375-40339-6
- 15-  Julia's Casual Dinners (1999)—ISBN 0-375-40337-X
- 16.- Julia and Jacques Cooking at Home (1999), con Jacques Pépin—ISBN 0-375-40431-7
- 17.- Julia's Kitchen Wisdom (2000)—ISBN 0-375-41151-8
- 18.- My Life in France (2006, póstumo), Alex Prud'homme—ISBN 1-4000-4346-8
- 19.- Appetite for Life : The Biography of Julia Child (1997), Fitch, Noel Riley—ISBN 0-385-49383-5
- 20.- Gifts of Age: 32 Remarkable Women,  1985) ISBN 978-0877013686

## Libros acerca de Child
- Barr, Nancy Verde (28 de marzo de 2008). Backstage with Julia: My Years with Julia Child. John Wiley and Sons. ISBN 978-0-470-27637-2. Consultado el 14 de octubre de 2011.
- Conant, Jennet (5 de abril de 2011). A Covert Affair: Julia Child and Paul Child in the OSS. Simon and Schuster. ISBN 978-1-4391-6352-8. Consultado el 14 de octubre de 2011.
- Fitch, Noël Riley (13 de abril de 1999). Appetite for Life: The Biography of Julia Child. Random House Digital, Inc. ISBN 978-0-385-49383-3. Consultado el 14 de octubre de 2011.
- Painter, Charlotte; Valois, Pamela (1985). Gifts of age: portraits and essays of 32 remarkable women. Chronicle Books. ISBN 978-0-87701-368-6. Consultado el 14 de octubre de 2011.
- Reardon, Joan (1 de diciembre de 2010). As Always, Julia: The Letters of Julia Child and Avis DeVoto. Houghton Mifflin Harcourt. ISBN 978-0-547-41771-4. Consultado el 14 de octubre de 2011.
- Shapiro, Laura (1 de agosto de 2009). Julia Child: A Life. Penguin. ISBN 978-0-14-311644-8. Consultado el 14 de octubre de 2011.
- Spitz, Bob (7 de agosto de 2012). Dearie: The Remarkable Life of Julia Child (end notes available on author's site). Alfred A. Knopf. ISBN 978-0-307-47341-7. Consultado el 7 de agosto.

## Filmes acerca de Child
- Producido por WGBH, un documental de una hora, Julia Child! La chef favorita de América, fue lanzado como el primer episodio de la serie con 18 temporadas de PBS American Masters (2004). La película combinaba material cinematográfico perteneciente a Child con material cinematográfico de las personas que influenció e influenciaron su vida y trabajo.[49][50]
- Julie & Julia (2009) es una película adaptada por Nora Ephron de memorias de Child Mi vida en Francia y de las memorias de Julie Powell. Meryl Streep tomó el papel de Child; La película ganó un premio Golden Globe Award por Mejor actriz, papel principal en un musical o comedia.
- Otra filmación titulada Sopa primordial con Julia Child estuvo en exhibición en los museos Smithsonian National Air and Space Museum's Life in the Universe desde 1976 hasta el cierre de la galería.
- Keep On Cooking – Julia Child Remixed: Un video producido para PBS por John D. Boswell (también conocido como melodysheep)como parte de la serie PBS Icons Remixed en conmemoración del cumpleaños número 100 de Child. La voz de Child fue modificada a una melodía cuyo origen es una serie de muestras vocales provenientes de videoclips de las series de televisión de Child.